# Michael Bollig
Michael Bollig (* 1961 in Dattenfeld) ist ein deutscher Ethnologe und Professor für Sozial- und Kulturanthropologie an der Universität zu Köln.

## Leben
Zwischen den Jahren 1981 und 1983 absolvierte Bollig ein Studium der Ethnologie, Geschichte und Landwirtschaft an der Universität Bonn. Daraufhin studierte er bis zum Jahr 1986 Ethnologie, Geschichte und Afrikanistik an der Universität zu Köln. Bolligs Abschlussthema lautete Soziale Netzwerke in einem städtischen Slum. Karatina, Zentralkenia. Nach seinem Abschluss war er Mitarbeiter im Forschungsprojekt „Ursachen militanter Konflikte in Ländern der Dritten Welt“. Währenddessen betrieb er zwischen den Jahren 1987 und 1989 eine zweijährige Feldforschung zur intra- und interethnischem Konfliktmanagement bei den pastoralen Pokot in Nordwestkenia. Seine Dissertation aus dem Jahr 1991 an der Universität Tübingen lautet Die Krieger der gelben Gewehre. Intra- und interethnische Konfliktaustragung bei den pastoralen Pokot Nordwestkenias.
Von 1992 und 1999 war Bollig wissenschaftlicher Mitarbeiter am Institut für Ethnologie (Köln). Im Jahr 1999 habilitierte er sich in Ethnologie an der Philosophischen Fakultät der Universität zu Köln mit dem Titel Risk Management in a Hazardous Environment. A Comparative Study of Two Pastoral Societies. (Pokot NW Kenya and Himba NW Namibia). Seit dem Jahr 2000 ist er Professor für Ethnologie an der Universität zu Köln, wo er neben Martin Rössler als Vizegeschäftsleiter des ethnologischen Institut fungiert, und Sprecher des interdisziplinären Forschungsprogrammes ACACIA (Arid Climate Adaptation and Cultural Innovation in Africa). Drei Jahre später, im Jahr 2003, nahm er am Gründungsworkshop der SAVI Initiative (Southern African Vulnerability Initiative) in Maputo teil. Daraufhin betrieb er zwischen den Jahren 2003 und 2005 eine neunmonatige Feldforschung in Namibia zur Umweltgeschichte. Seit dem Jahr 2009 ist er Direktor des Cologne African Studies Center (CASC) und seit dem Jahr 2010 Sprecher der „FOR 1501 Resilience, Collapse and Reorganisation in the Savannahs of Eastern and Southern Africa“. Von 2010 bis 2011 war er PI des Marie Curie ITN Resilience in East African Landscapes. Ab 2016 ist er Co-PI im Sonderforschungsbereich Africa’s Rural Futures (TR288). Professor Bollig ist zudem Sprecher des Sonderforschungsbereichs (SFB) „Zukunft im ländlichen Afrika: Zukunft gestalten und sozial-ökologische Transformation“. Er war und ist Teil zahlreicher Forschungsprojekte und Mentor mehrerer Wissenschaftler. Zwischen 2008 und 2012 war Bollig auch Mitglied des Fachkollegiums 106 der Deutschen Forschungsgemeinschaft, dem Entscheidungsgremium zur Forschungsförderung für Anthropologie und nichtwestliche Raumstudien. Obwohl er mehrere Rufe an andere Universitäten erhielt, darunter die Universitäten Hamburg und Halle, entschied sich Bollig für einen Verbleib an der Universität zu Köln. Im Jahr 2000 war er Vertretungsprofessor am Institut für Ethnologie der Ludwig-Maximilians-Universität München.
Derzeit ist er Sprecher des Cologne Global South Studies Centre (GSSC). Seit 2019 ist er Mitglied im Deutschen Komitee Future Earth (DKN). Seit 2019 ist er Mitglied des Steering Boards von AEGIS (Africa-Europe Group for Interdisciplinary Studies), dem europäischen Verband für interdisziplinäre Afrikastudien. Von 2010 bis 2012 war er Geschäftsführender Direktor der Vereinigung der Afrikawissenschaften Deutschlands. Von 2011 bis 2015 war er Prorektor für Internationale Beziehungen, Akademische Karriere und Diversity der Universität zu Köln. 2018 wurde er mit dem Leo Spitzer Award 2018 an der Universität zu Köln ausgezeichnet. Im April 2021 erhielt er für sein REWILDING-Projekt den ERC Advanced Grant, der als wichtigster Förderpreis in der europäischen Forschungslandschaft gilt.
Aufgrund seines wesentlichen Beitrags auf dem Gebiet der Ethnologie gilt er weltweit als eine führende Autorität der Ethnologie und Afrikanistik. Ein führender Wissenschaftlers der McGill University, John Galaty, beschreibt ihn als „Michael Bollig is one of the world’s most distinguished experts on the environmental ‘entanglements’ of African societies. Adopting a ‘new materialist’ approach to understanding human, livestock and wildlife impacts on the African Savannah in Namibia, Bollig examines how its environmental infrastructure reflects a historical dialectic of pastoralism, foraging, and hunting from colonialism to capitalism...“
Schließlich ist er Redaktionsmitglied vieler führender Zeitschriften und Buchreihen, darunter Human Ecology (Springer), Africa Review (Brill), Future Rural Africa (James Currey: Series Editor) und zahlreicher anderer anthropologischer und umweltbezogener Zeitschriften.
Seine Arbeit wurde im „The Symposium“-Teil der Zeitschrift Economic Anthropology vorgestellt, die kurze Essays von prominenten Anthropologen enthält, die sich mit einer gemeinsamen Frage befassen. Zudem war er von 2011 bis 2015 Vizerektor für Internationale Beziehungen, akademische Karriere und Diversität der Universität zu Köln. Derzeit ist er seit 2015 stellvertretender Vizerektor für den Globalen Süden an der Universität zu Köln, Sprecher des Global South Studies Center (GSSC) und Direktor des Cologne African Studies Center (CASC:2009-heute) derselben Universität.

## Forschungsschwerpunkte
Bolligs Schwerpunktthemen sind Mensch-Umwelt-Beziehungen, Politische Ökologie, Transition lokalen Wissens, Konfliktforschung; sein regionaler Schwerpunkt ist Ost-Afrika und südliches Afrika.

## Veröffentlichungen (Auswahl)
- Die Krieger der gelben Gewehre : intra- und interethnische Konfliktaustragung bei den Pokot Nordwestkenias. Lit-Verlag, Münster / Hamburg, 1992, ISBN 3-89473-364-0 (zugleich Dissertation an der Universität Tübingen, 1991, unter dem Titel „Intra- und interethnische Konfliktaustragung bei den Pokot Nordwestkenias“)
- Risk Management in a Hazardous Environment. A Comparative Study of Two Pastoral Societies (Pokot NW Kenya and Himba NW Namibia) (= Studies in Human Ecology and Adaptation. Band 2). Springer, New York 2006, ISBN 0-387-27582-7 (zugleich Habilitationsschrift an der Phil. Fak. Universität zu Köln)
- mit Olaf Bubenzer, Ralf Vogelsang und Hans-Peter Wotzka (Hrsg.): Aridity, Change and Conflict in Africa (= Proceedings of an International ACACIA Conference held at Königswinter, Germany, October 1–3, 2003; Colloquium Africanum 2). Heinrich Barth Institut, Köln 2007, ISBN 978-3-927688-33-9.
- mit Aparna Rao und Monika Böck (Hrsg.): The Practice of War. Production, Reproduction and Communication of Armed Violence. Berghahn, New York 2007, ISBN 978-1-84545-280-3.
- mit Olaf Bubenzer (Hrsg.): African Landscapes. Interdisciplinary Approaches (= Studies in Human Ecology and Adaptation. Band 4). Springer, New York 2008, ISBN 978-0-387-78681-0 (elektronische Ressource: Springer, 2009, ISBN 978-0-387-78682-7)
- mit Michael Schnegg und Hans-Peter Wotzka: Pastoralism in Africa. Past, Present, and Future. Berghahn, New York 2013, ISBN 978-0-85745-908-4.